# Kolpashevsky Yar
Kolpashevsky Yar es una ribera alta y empinada del río Obi en la ciudad de Kolpashevo, Región de Tomsk, Rusia.
Es conocido principalmente como el lugar de las fosas comunes de personas que fueron baleadas o murieron en la prisión de NKVD en el distrito de Narym en las décadas de 1930 y 1940. Según la Sociedad Memorial, el número total de personas enterradas en el Kolpashevsky Yar es de unas 4000 personas. Los entierros se abrieron accidentalmente a fines de abril y principios de mayo de 1979, cuando la inundación primaveral del río Ob lavó las orillas y expuso uno de ellos, pero pronto se eliminaron los restos y signos de los entierros. En 1992, se instaló en el lugar del entierro un letrero conmemorativo sobre la intención de erigir un monumento a las víctimas.

## Ejecuciones y entierros
A. Spragovsky, investigador principal de la KGB en la región de Tomsk, que trabajó en la región de Tomsk en la década de 1955-1960 y participó en la rehabilitación de los reprimidos, cita el testimonio de uno de los ejecutores de las sentencias de muerte en 1937, quien mostró que junto al edificio del departamento del distrito de Narymsky de la NKVD en Kolpashevo “había una gran plataforma rodeada por una valla alta, se cavó un pozo allí, donde se podía subir por una escalera dispuesta especialmente. En el momento de la ejecución, los intérpretes se encontraban en un albergue, y cuando el detenido se acercó a cierto lugar, sonó un disparo y cayó al foso. Para ahorrar municiones, se introdujo un sistema de asfixia en bucle con jabón".
El pelotón de fusilamiento (1937-1938) de los empleados de la NKVD que llevaron a cabo ejecuciones:
1. Ulyanov Nikolay Alekseevich: jefe del departamento del distrito de Narymsky de la NKVD para NSO ZSK URSS, teniente de seguridad del estado de la URSS.
2. TERENTIEV Nikita Maksimovich - asistente del jefe del departamento de distrito de Narymsky de la NKVD para la NSO ZSK de la URSS, teniente de seguridad estatal de la URSS.
3. KIPERVAS Pyotr Grigoryevich: jefe del cuarto departamento, el departamento del distrito de Narymsky de la NKVD para NSO ZSK de la URSS, teniente de seguridad estatal de la NKVD para NSO ZSK of the USSR.
4. Kokh Nikolai Ivanovich - inspector del primer departamento especial del departamento del distrito de Narymsky de la NKVD para NSO ZSK URSS, el teniente de seguridad del estado de la NKVD para NSO ZSK USSR
5. REZNIKOV Artemy Zinovievich - representante autorizado del operativo del tercer departamento,  departamento del distrito de Narym de la NKVD para la NSO ZSK de la URSS, un sargento de seguridad del estado para la NKVD para la NSO ZSK de la URSS.

## Destrucción de entierros
Por orden del 1.er secretario del comité municipal de Kolpashevsky del PCUS V.N. Shutov, en un banco lavado cerca del cementerio, se instaló una cerca en blanco y se colocó un cordón para que la gente no trajera flores ni velas. Se formaron destacamentos a partir de empleados del Ministerio del Interior, la KGB, y se crearon escuadrones de voluntarios, que fueron subidos a lanchas a motor y bloquearon el río con ellos. Desde las fábricas comenzaron a entregar chatarra innecesaria. La tarea de estos destacamentos era nadar hasta el cadáver, atarle el cargamento de chatarra y ahogarse.
Después de la manifestación del Primero de Mayo, el primer secretario del Comité Regional de Tomsk del PCUS, EK Ligachev (según otras fuentes, estaba de vacaciones en mayo de 1979) y el jefe del departamento de la KGB en la región de Tomsk, coronel KM Ivanov, informó a los trabajadores responsables sobre el entierro que se había descubierto. El Comité Central del PCUS y el KGB de la URSS (en particular, los miembros del Politburó, los secretarios del Comité Central del PCUS, M. A. Suslov y Yu. V. Andropov). Allí se decidió impedir la publicidad, con el objetivo de que se indicara destruir los restos y signos de este y otros entierros similares de Kolpashevsky. En una reunión en Tomsk, decidieron sacar la tumba del agua, lavar la orilla con una corriente de hélices de barcos a motor y los restos de los cadáveres se hundirían en el río. El primer secretario del comité regional Ligachev en el momento de esta reunión estaba de vacaciones. La operación para destruir el entierro fue realizada por las fuerzas de las unidades de la KGB de la URSS. El jefe de la administración regional de seguridad del estado, K. M. Ivanov, y el secretario del comité regional del PCUS, A. I. Bortnikov, llegaron personalmente al lugar donde se descubrió el entierro en la ciudad de Kolpashevo. El mayor general de la KGB A. I. Fokin voló desde Moscú. Bajo su supervisión directa, se llevó a cabo una operación de encubrimiento. Al mismo tiempo, el área de la fosa común fue acordonada por las fuerzas de soldados de las unidades llegadas del KGB.
El capitán del empujador del lago del proyecto 428 OT-2010 V.P. Cherepanov en 1990 dijo a los investigadores: "Los cadáveres del pozo comenzaron a caer al agua. La capa superior congelada de la tierra se derrumbó en grandes bloques a medida que se erosionaba la capa de fusión inferior del suelo. Lavado del 11 al 15 de mayo. Hubo muchos hoyos. Los cadáveres estaban enteros, de diferentes tamaños. Vi lino rosa y blanco en los cadáveres. Los cadáveres nadaban. Kagebeshniki fotografiado... En este momento, se perforaron pozos en la orilla, en busca de entierros no detectados. No puedo nombrar el número de agujeros. Lavado todo el día. Casi todo el barco se fue a tierra (se formó una bahía)." Según el jefe de uno de los barcos, "los motores se sobrecalentaron, nos cortaron (el cable se rompió), nos retiramos varias veces. Explicaron y nos dijeron que esto es un evento sanitario. Dijeron que no deberíamos hablar de eso... Los botes trabajaron río abajo, atrapando a los que se alejaron nadando, que no fueron aplastados con tornillos". Sobre el hecho de vandalismo, la fiscalía de la región de Novosibirsk inició un proceso penal, y el 26 de septiembre de 1992, la fiscalía militar desestimó la causa penal en virtud de la parte 1 del art. 5 del Código de Procedimiento Penal de la RSFSR “por la ausencia de elementos de delito”.